# Ненорово (Рязанская область)
Ненорово — деревня в Клепиковском районе Рязанской области. Входит в состав Ненашкинского сельского поселения.

## География
Деревня находится в северной части Рязанской области, на расстоянии приблизительно 11 км (по прямой) к северо-востоку от города Спас-Клепики, административного центра района.

### Часовой пояс
Деревня Ненорово, как и вся Рязанская область, находится в часовой зоне МСК (московское время). Смещение применяемого времени относительно UTC составляет +3:00.

## История
В 1897 году в деревне Рязанского уезда Рязанской губернии насчитывалось 23 двора, проживало 160 человек.

## Население
| 2010 |
| ---- |
| 3    |

### Национальный состав
Согласно результатам переписи 2002 года, в национальной структуре населения русские составляли 100 % из 3 чел.